# 蔡家镇 (重庆市)
蔡家镇，是中华人民共和国重庆市江津区下辖的一个乡镇级行政单位。

## 行政区划
蔡家镇下辖以下地区：
蔡家岗社区、文昌村、鸳鸯村、福德村、凤仪村、石佛村、龙穴村、茅湾村、清溪沟村、大龙村和新开村。